# Botanophila anane
Botanophila anane är en tvåvingeart som först beskrevs av Walker 1849.  Botanophila anane ingår i släktet Botanophila och familjen blomsterflugor. Inga underarter finns listade i Catalogue of Life.